# Febre amarela em Buenos Aires

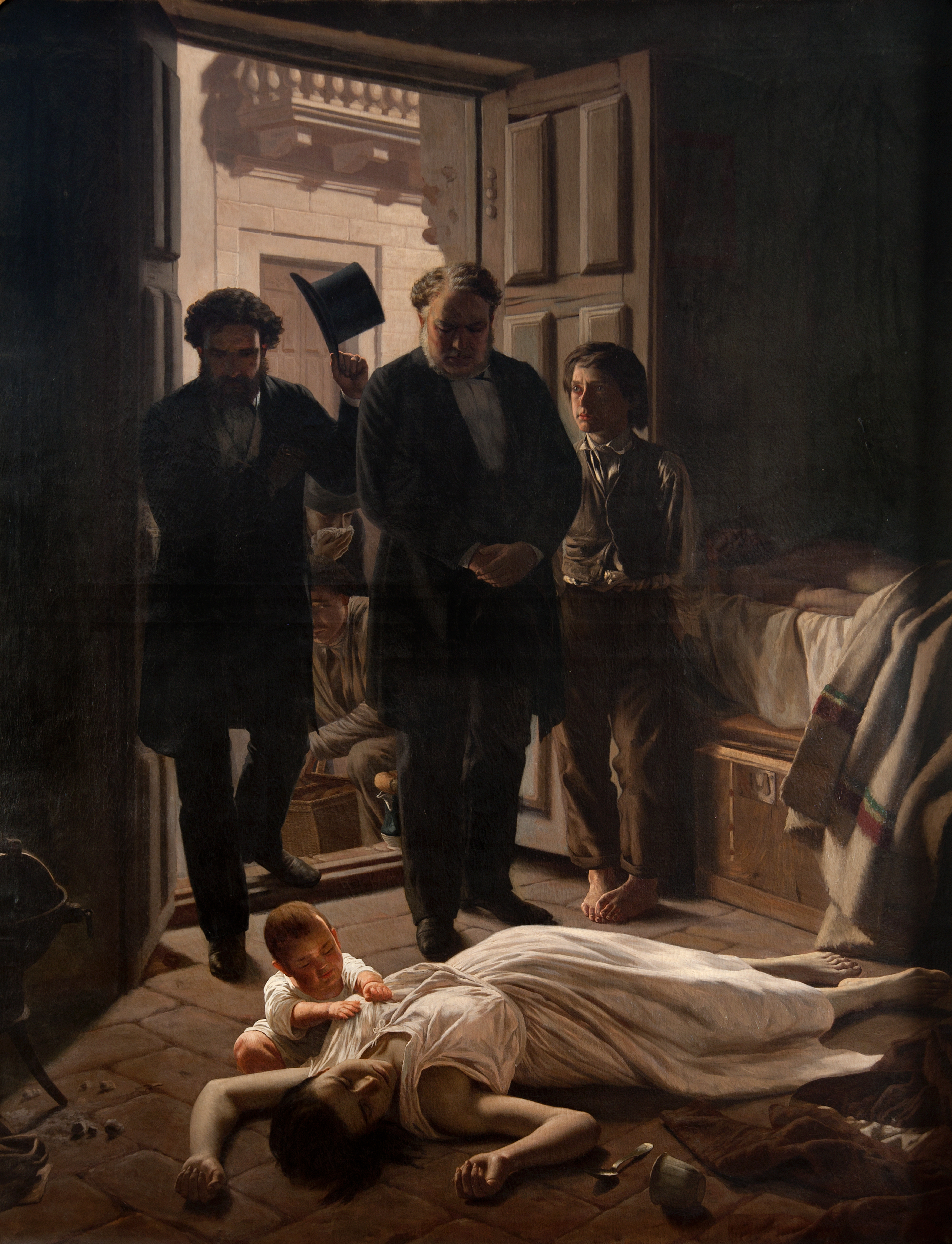
Juan Manuel Blanes, Um episódio da febre amarela em Buenos Aires (1871). Óleo sobre teia, 230 x 180 cm. Museu Nacional de Artes Visuais

As epidemias de febre amarela em Buenos Aires (doença transmitida pelo mosquito Aedes aegypti) tiveram lugar nos anos 1852, 1858, 1870 e 1871. A suscitada neste último ano foi um desastre que matou aproximadamente ao 8 % dos porteños: numa urbe onde normalmente o número de fallecimientos diários não chegava a 20, teve dias nos que morreram mais de 500 pessoas, e se pôde contabilizar um total aproximado de 14 000 mortos por essa causa, a maioria imigrantes italianos, espanhóis, franceses e de outras partes de Europa.
Em numerosas ocasiões a doença tinha chegado a Buenos Aires nos barcos que arribaban desde a costa do Brasil, onde era endémica. Não obstante, a epidemia de 1871 acha-se que teria provindo/provido de Assunção do Paraguai, capa pelos soldados argentinos que regressavam da Guerra da Triplo Aliança; já que previamente tinha-se propagado na cidade de Correntes. Em seu pior momento, a população porteña reduziu-se a menos de a terceira parte, devido ao éxodo de quem abandonaram a cidade para tentar escapar do flagelo.
Algumas das principais causas da propagação desta doença, transmitida pelo mosquito Aedes aegypti, foram:
- Falta de Água potável
- contaminação das águas
- falta de saneamento básico
- contaminação do Rio Matanza-Riachuelo

A praga de 1871 fez tomar consciência às autoridades da urgente necessidade de melhorar as condições de higiene da cidade, de estabelecer uma rede de distribuição de água potável e de construir cloacas e desagues.

## Brotes de febre amarela anteriores a 1871

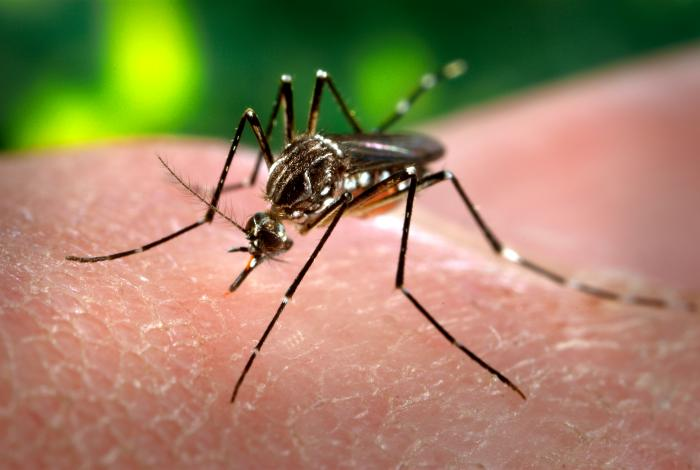
Mosquito Aedes aegypti.

Desde 1881, graças às investigações do cubano Carlos Juan Finlay, descreve-se em detalhe à doença como uma zoonose. Dantes dessa data, os médicos atribuíam a causa de muitas epidemias ao que chamavam miasmas, emanações fétidas de águas impuras que se supunha flutuavam no ambiente.
Os primeiros casos desta doença —à que se lhe costumava chamar «vómito negro» devido às hemorragias que produz a nível gastrointestinal— apareceram na região do Rio da Prata em meados da década de 1850: em 1852 provocou uma epidemia em Buenos Aires. No entanto, por uma nota dirigida ao praticante Costumar, sabe-se que teve brotes dantes desse ano; de facto, a primeira menção de uma possível infecção desta doença data do ano 1798.
Segundo algumas fontes, no ano 1857 uma terceira parte da população de Montevideo sofreu o contágio do vírus, transportado por barcos provenientes de Brasil. Em 1858, essa epidemia transladou-se com menor intensidade a Buenos Aires, sem deixar vítimas fatais.
A imprensa portenha costumava manifestar sua preocupação pelo arribo dos navios brasileiros devido aos antecedentes citados e a que a febre era uma doença costeira com carácter endémico nos portos cariocas, entre eles Rio de Janeiro, por aquela época capital do Império do Brasil. A História da Universidade de Buenos Aires e sua influência na Cultura Argentina (A Faculdade de Medicina e suas Escolas), de Eliseo Cantón, expunha que a epidemia era levada pelos navios mercantes do Império ao sul. Agregava que no mês de fevereiro de 1870, verão no hemisfério sul se tinha localizado um caso no Hotel Roma, localizado na rua Cangallo, em pleno centro da cidade trazida por um passageiro doente do vapor Piutou; e tinham chegado a morrer pela doença umas 100 pessoas.

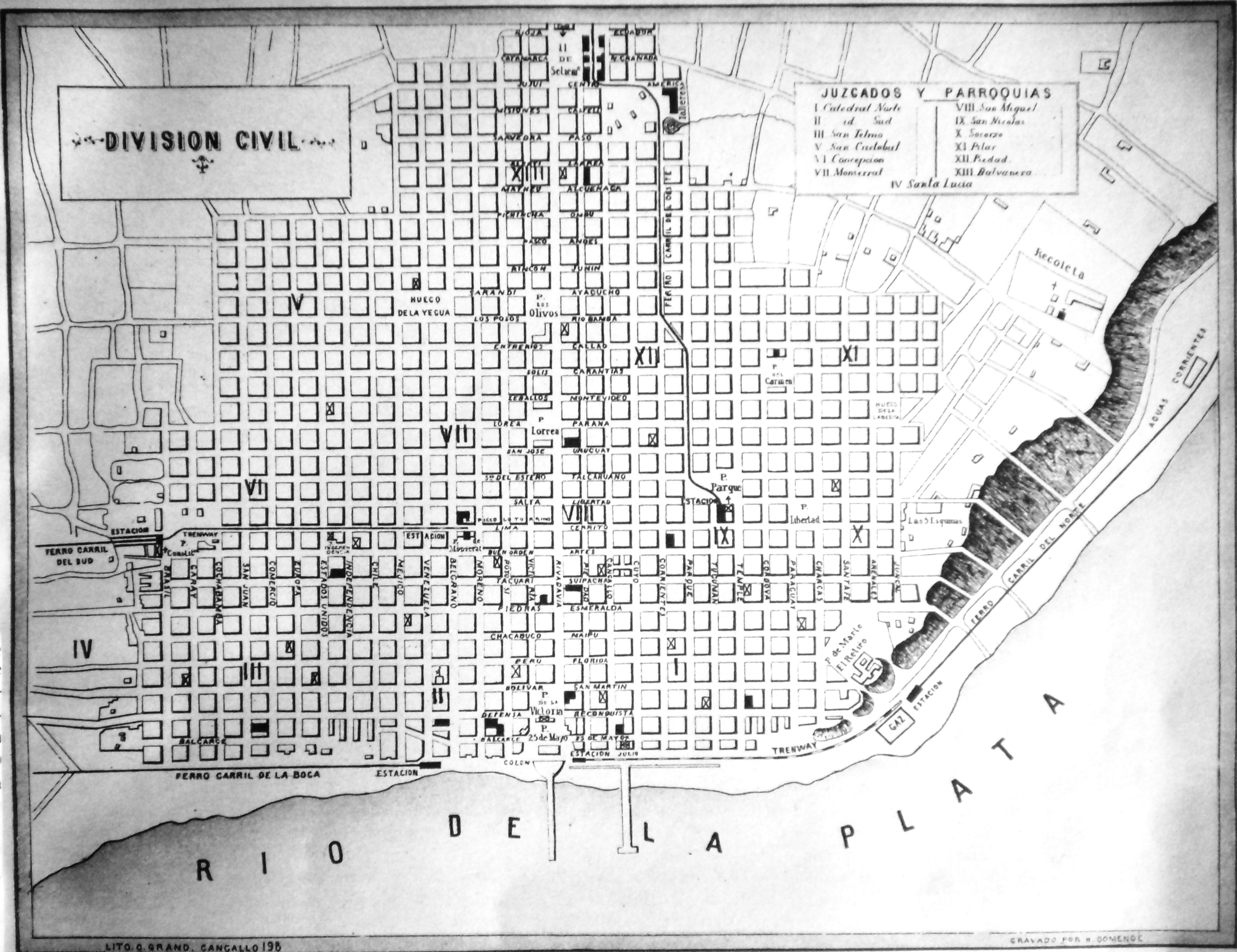
Plano de Buenos Aires em 1870.

## Epidemia de 1871

### Contexto
Em 1871 conviviam na cidade de Buenos Aires o Governo Nacional, presidido por Domingo Faustino Sarmiento, o da Província de Buenos Aires, com o governador Emilio Castro, e o municipal, presidido por Narciso Martínez de Fouce: não existia ainda o cargo de Intendente, criado 9 anos depois ao federalizar-se a cidade; estes três governos tinham confrontos políticos e jurisdicionais.
 Situada sobre uma planície, a cidade não tinha sistema de drenagem, salvo o caso particular de uns poucos milhares de habitantes que obtinham água sem impurezas graças a que em 1856, ante uma proposta de Eduardo Madero, o Caminho-de-ferro Oeste decidiu aumentar o calibre do cano que transportava água desde a Recoleta, onde estavam os filtros que serviam para tirar as impurezas do água que se utilizava para o bom funcionamento das locomotoras a vapor, até a Estação do Parque, para poder assim satisfazer também a demanda de água dos vizinhos. Para o resto da população, a situação era muito precária no sanitário e existiam muitos focos infecciosos, como por exemplo os conventillos, geralmente habitados por imigrantes pobres vindos de Europa ou afro-argentinos, que haviam em seu interior e careciam das normas de higiene mais elementares. Outro foco infeccioso era o Riachuelo —limite sul da cidade, convertido em sumidero de águas servidas e de desperdícios arrojados pelos saladeros e mataderos situados em sua costa. Dado que carecia-se de um sistema de cloacas, os desfeitos humanos acabavam nos poços negros, que contaminavam as napas mais superficiais de água e em consequência os poços de extração de água, apesar de que em 1861 se tinha proibido a proximidade entre estes tipos de poços, que constituíam uma das duas principais fontes do vital elemento para a maioria da população. A outra fonte era o Rio da Prata, de onde o água se extraía para perto de a ribera contaminada e se distribuía por meio de carroças aguateros, sem nenhum saneamento prévio.
Por anos, os resíduos de todo o tipo utilizavam-se para nivelar terrenos e ruas. Estas eram muito estreitas, não existiam avenidas, a primeira foi a Avenida de Maio, inaugurada no ano 1894, e as praças eram poucas, quase desprovidas de vegetação.
A cidade crescia vertiginosamente devido principalmente à grande imigração estrangeira: para essa época viviam tantos argentinos como estrangeiros, e estes últimos ultrapassariam aos crioulos poucos anos mais tarde. O primeiro censo argentino de 1869 registou na Cidade de Buenos Aires 177 787 habitantes, dos quais 88 126 (49,6 %) eram estrangeiros; destes, 44 233, a metade dos estrangeiros, eram italianos e 14 609 espanhóis. Além dos conventillos mencionados, sobre 19 000 moradias urbanas, 2300 eram de madeira ou varro e palha.
Além das epidemias de febre amarela, em 1867 e 1868 tinham-se produzido vários brotes de cólera, que tinham custado a vida a centenas de pessoas e também estavam relacionados com a Guerra da Triplo Aliança, entre cujos combatentes tinha causado vários milhares de mortes.
Em frente a essa situação, o censo dantes citado indicava que em Buenos Aires tinha mal 160 médicos, menos de um pela cada 1000 habitantes.

## Cifras finais
O diário inglês The Standard publicou uma cifra de vítimas fatais pela febre que se considerou exagerada e provocou indignação aos porteños: 26 000 mortos. O doutor Guillermo Rawson afirmou que faleceram 106 pessoas pela cada 1000 habitantes, cifra também considerada muito alta. É difícil estabelecer com exatidão a quantidade correta, mas os dados das fontes mais sérias a cifra entre os 13 500 e 14 500.
Efetivamente, a cifra considerada oficial é a que deu a Revista Médico Quirúrgica da Associação Médica Bonaerense, uma entidade que concentrava a muitos profissionais que tinham colaborado no combate da epidemia. A Associação contabilizou 13 763 mortos, que é a sua vez uma cifra maior, ainda que muito próxima, à registada por Mardoqueo Navarro. As cifras deste último, mais baixas que as contribuídas por outros autores, foram publicadas graças à imprensa do desaparecido diário República, acompanhadas com um quadro com as estatísticas de mortalidade, por mês e por nacionalidade. O 10 de abril de 1894, as cifras foram novamente publicadas nos Anales do Departamento Nacional de Higiene (n.º 15 do  ano IV do mês de abril de 1894). No entanto, não foi até cinquenta anos depois que um estudioso pôs sua atenção nas notas de Navarro: o doutor Carlos Fonso Gandolfo, professor de doenças infecciosas na Faculdade de Medicina da Universidade de Buenos Aires, ditou em 1940 uma conferência baseada essencialmente em ditas notas. Com o nome da epidemia de febre amarela de 1871, a conferência apareceu no tomo III das Publicações da Cátedra de História da medicina, tomo III do ano 1940.
A cifra de Navarro foi tomada por certa pelo historiador Miguel Ángel Scenna. O doutor José Pena a princípios da década de 1890 pesquisou a quantidade de cadáveres de pessoas falecidas pela febre registados nos cemitérios, obtendo:
| Cemitério do Sur       | 11 044 |
| Cemitério da Chacarita | 3423   |
| Total                  | 14 467 |

No entanto, dimensionou que "É possível que minha estimativa contenha também erros, explicáveis quiçá porque muitos falecidos por doenças comuns foram anotados a seguir dos febricites sem estabelecer o verdadeiro diagnóstico; mas ainda assim vê-se que a mortalidade absoluta produzida pela epidemia oscilou ao redor dos 14 000".
A seguir, o quadro das cifras de Navarro por nacionalidade e mês, e o detalhe de quantos morreram por outras doenças:
| Estatística de Mardoqueo Navarro |               |                      |               |                      |               |                      |               |                      |               |                      |               |                      |               |                      |                  |
|                                  | Janeiro       | Janeiro              | Fevereiro     | Fevereiro            | Março         | Março                | Abril         | Abril                | Maio          | Maio                 | Junho         | Junho                | Sub totais    | Sub totais           | Totalesgenerales |
|                                  | Febre amarela | Outras enfer-medades | Febre amarela | Outras enfer-medades | Febre amarela | Outras enfer-medades | Febre amarela | Outras enfer-medades | Febre amarela | Outras enfer-medades | Febre amarela | Outras enfer-medades | Febre amarela | Outras enfer-medades |                  |
| Argentinos                       | 2             | 610                  | 90            | 456                  | 1312          | 424                  | 1762          | 258                  | 238           | 297                  | 3             | 263                  | 3397          | 2308                 | 5705             |
| Italianos                        | 4             | 79                   | 167           | 86                   | 2280          | 173                  | 3365          | 108                  | 364           | 58                   | 21            | 64                   | 6201          | 568                  | 6769             |
| Espanhóis                        | -             | 36                   | 25            | 34                   | 552           | 42                   | 935           | 24                   | 88            | 34                   | 8             | 21                   | 1608          | 191                  | 1799             |
| Franceses                        | -             | 28                   | 5             | 13                   | 407           | 29                   | 879           | 24                   | 91            | 21                   | 2             | 17                   | 1384          | 132                  | 1516             |
| Ingleses                         | -             | 5                    | 2             | 6                    | 112           | 7                    | 95            | 8                    | 11            | 5                    | -             | 3                    | 220           | 34                   | 254              |
| Alemães                          | -             | 3                    | 1             | 4                    | 87            | 3                    | 132           | 6                    | 12            | 4                    | 1             | 1                    | 233           | 21                   | 254              |
| Vários                           | -             | 27                   | 8             | 29                   | 145           | 46                   | 367           | 43                   | 48            | 39                   | 3             | 32                   | 571           | 216                  | 787              |
|                                  |               |                      |               |                      |               |                      |               |                      |               |                      |               |                      |               |                      |                  |
| Totais                           | 6             | 788                  | 298           | 628                  | 4895          | 724                  | 7535          | 471                  | 842           | 458                  | 38            | 401                  | 13 614        | 3470                 | 17 084           |

Estes números adquirem sua verdadeira dimensão ao ser confrontados com os dados de mortalidade dos anos anteriores e posteriores à tragédia: no ano 1871 terminou com um total de 20 748 mortos na cidade, contra os 5886 do ano anterior, e os 5982 do ano 1869.

A maior parte das vítimas viviam nos bairros de San Telmo e Monserrat (o centro de Buenos Aires) e nos bairros situados em proximidades do Riachuelo, baixos e húmidos, aptos para a proliferación de mosquitos. Do total de mortos, 10 217, um 75 % do total, foram imigrantes, especialmente italianos.